# Hydrillodes surata
Hydrillodes surata là một loài bướm đêm trong họ Noctuidae.